# Hrant Palouyan
Hrant Palouyan (arménien : Հրանդ Բալուեան), né le 7 avril 1904 à Constantinople (Empire ottoman) et mort le 20 décembre 1967 à Paris, est un écrivain et libraire arménien, rédacteur en chef de la revue littéraire Zvartnots.

## Biographie
Hrant Palouyan naît le 7 avril 1904 à Constantinople.
À partir de 1929, alors établi en France, il publie la revue littéraire Zvartnots. Cette publication continue jusqu'en 1931 puis cesse abruptement. Hrant Palouyan la relance en 1937-1939, puis en 1944, 1947-1948 et enfin de manière plus régulière en 1955-1964. Comme l'explique Krikor Beledian, « c'est dire si l'histoire de la revue se confond pour une bonne part avec l'histoire personnelle de son directeur ». Si cette revue est surtout le fait de ce dernier, il n'est pas tout seul à s'en occuper, étant notamment assisté d'un autre écrivain arménien, Chavarch Nartouni.
Hrant Palouyan écrit dans un certain nombre de périodiques. Il refuse de participer à la revue Menk (1931-1932), qui regroupe la plupart des auteurs arméniens de sa génération, du fait de son hostilité à un autre de ses participants, Vasken Chouchanian. Il écrit occasionnellement dans Mechagouyt (1935-1937).
Pendant la Seconde Guerre mondiale, il est mobilisé en application de la loi sur les apatrides et les réfugiés. Resté à Paris durant l'Occupation, il publie des textes dans l'almanach clandestin Haygâchen, lancé par Chavarche Missakian.
Le caricaturiste arménien Alexander Saroukhan réalise un portrait de lui en 1959.
Il meurt le 20 décembre 1967 dans le 10e arrondissement de Paris. Il est enterré au cimetière parisien de Bagneux.